# 桑萨 (阿列日省)
桑萨（法語：Sinsat）是法国阿列日省的一个旧市镇，位于该省中部偏东南，属于富瓦区。

## 人口
桑萨人口变化图示
| 数据来源：INSEE |